# 鈴木エイト
鈴木 エイト（すずき エイト、1968年 - ）は、日本のジャーナリスト。ニュースサイト『やや日刊カルト新聞』主筆。日本脱カルト協会理事。日本ペンクラブ会員。

## 来歴・人物
滋賀県出身。日本大学経済学部卒業。同大学入学後に上京し、25歳頃までパンクバンドのボーカルとして音楽活動をしていた。その後は不動産関連会社や児童館などに勤務した。2002年頃、報道番組で統一教会（現・世界平和統一家庭連合）による「偽装勧誘」の実態を知ったことをきっかけに、勧誘を阻止する活動を単身開始。新宿や渋谷で行われていた偽装勧誘の現場に割って入ったり、教団施設に乗り込んで勧誘を阻止するといった活動を続けるうちに、信者の心情や被害者を生む構造に関心を抱き、本格的にカルト問題に取り組むようになった。実姉が教団の信者であるが、そのことが活動のきっかけであると矮小化されるのは本意ではないと語っている。
やがて全国霊感商法対策弁護士連絡会の会合や、日本脱カルト協会に参加するようになり、2009年からは本格的に取材活動を始めた。藤倉善郎が立ち上げた『やや日刊カルト新聞』に創刊の同年ごろから参加し、副代表や主筆を歴任。活動の中で、旧統一教会の信者から尾行や脅迫、暴行を受けたり、顔写真入りの指名手配書のようなチラシを作成されたこともあったという。
2019年1月11日、扶桑社のインターネットメディア「ハーバー・ビジネス・オンライン」に、連載コラム「政界宗教汚染〜安倍政権と問題教団の歪な共存関係」の第1回を寄稿。同シリーズは2020年6月27日の第28回まで続き、自民党総裁選直前の同年9月11日に番外編が掲載された。
2022年9月26日、初の単著『自民党の統一教会汚染―追跡3000日』を刊行した。2023年5月26日、『自民党の統一教会汚染2 ○○○○からの伝言』を刊行した。
2023年7月21日、日本外国特派員協会は鈴木と斉加尚代に「報道の自由賞」を授与した。
宗教と政治というテーマのほかに、宗教2世問題や反ワクチン問題にも取り組んでいる。地元の社会人サッカーのチームにも所属している。
「鈴木エイト」はペンネームで、由来はバンドでの芸名「セブン」にちなむ。統一教会追及活動をするに当たって一つ増やし、更に「国際カルト研究学会」の年次総会に出席するに当たって姓も必要ということで、山口貴士から「鈴木」と命名されたという。

## 訴訟・発言

### 旧統一教会・関連団体による訴訟
2023年10月、旧統一教会の信者および関連団体「天宙平和連合（UPF）」日本支部が、鈴木に対して名誉毀損を理由に、それぞれ1100万円の損害賠償を求める民事訴訟を提起した。これは、鈴木が教団や信者の実名・経歴を報道したり、SNSで安倍晋三元首相への金銭支払い疑惑を発信したことなどが背景にある。鈴木はこれらの訴訟について「メディア活動への萎縮を狙ったスラップ訴訟」と指摘している。
2025年1月には、旧統一教会の信者による訴訟で東京地裁が、鈴木の一部記事について名誉毀損を認め、11万円の賠償を命じたが、請求額の大部分は認めなかった。この信者は過去に親族らに拉致監禁されて脱会を強要されたとし、親族らに2200万円の賠償を命じる判決が確定している。鈴木は自身のニュースサイトなどでこの信者について言及したことが問題とされた。判決後、鈴木は「ほぼ勝訴」と主張し、控訴の意向を示している。
2025年5月、UPF日本支部による訴訟では、東京地裁が「投稿から謝礼を支払ったのがUPF日本支部とは読み取れず、仮に支払いがあっても違法行為とはいえない」として請求を棄却した。鈴木は判決後、「主張はすべて認められたが、これは明らかなSLAPP訴訟で、提訴自体が目的となっている。言論封殺のため訴訟が乱用されており、反SLAPP法の制定が日本でも必要だ」と述べた。
これらの訴訟は、教団や関連団体による批判的言論への法的圧力（SLAPP）の一例とみなされており、同様の訴訟が弁護士や他のメディア関係者にも相次いでいる。

### 参政党を巡る発言
2022年10月30日、TBS系情報番組「サンデージャポン」で、旧統一教会と政治家の関わりについて、「議員との個人的な関係なども構築していくので、関係があるかは微妙なところなんですけれども、参政党も統一教会、結構支援に入っているというケースも報告されているので、そういうところは慎重にみていくべきだと思う」と発言した。これに対し参政党は同月31日、発言の撤回と謝罪を求める抗議声明を公式サイトに掲載し、番組あてに抗議文を送った。11月6日放送の「サンデージャポン」で、鈴木は「教団関係者、個人の支援について述べたものであって、教団との組織的な関係を述べたものではない」とした上で、「誤解を招きかねない表現でご迷惑をおかけしました」と謝罪したことが日刊スポーツ、夕刊フジ、スポニチなどで報道された。

2022年11月8日、鈴木は参政党公式アカウントから来ていたメッセージ「本党の与り知らないところで何らかの関係を持っている党員の存在をお示し戴いているということであれば、本党としても厳正に対応しなければなりませんので、是非とも客観的な証拠をお示し戴ければ幸いです」に対し、参政党代表の松田学が次世代の党・前衆院議員だった時の2015年10月13日、幕張メッセで統一教会が開いた名称変更式典に教祖一族や教団幹部らと来賓出席し「元参議院議員松田学様」と司会から紹介され、その場で起立していたことを当日の現地取材によって確認したと返答している。

## 子宮頸がんワクチン（HPVワクチン）薬害訴訟に関する報道
- HPVワクチンについて関心を持ったのは2010年の統一教会が行っていた街頭での純潔デモで信者が子宮頸がんワクチンに反対する姿を見てであり、2018年から地方裁判所へ赴き「HPVワクチン薬害訴訟」の傍聴取材を続けてきた。2024年8月7日に開催された東京地裁の大法廷の原告３人の本人尋問について、本人尋問（主尋問・反対尋問）と原告代理人・製薬会社2社の会見内容をX（旧ツイッター）に投稿し、傍聴レポートは1000万回の反響を呼んだ[42]。
- 4地裁の原告総数は追加提訴のあった元年7月の132人から、2023年5月24日時点で117人に減少している。環境や体調の変化、今の生活に集中したい、裁判の負担感などの意見の結果だと弁護団が明らかにしたことをXで言及している[43]。内訳はMSD社（ガーダシル）25人、GSK社（サーバリックス）92人と明らかにしている[44]。
- 2025年2月3日、同日の法廷での角田郁生の証言の補足を記載すると共に、HPVワクチン訴訟会見レポートにおいて、原告弁護士団に対しHPVワクチンが世界的に接種されている事に対し質問すると、世界的に間違っているとの見解を引き出した[45][46]。

## 受賞歴
- 2023年
  - 「2022年メディア・アンビシャス大賞」特別賞[47][48][49]
  - 「日隅一雄・情報流通促進賞」特別賞[50][51]
  - 「日本外国特派員協会」報道の自由賞[16][52]
  - 「調査報道大賞」優秀賞[53][54]
  - 「日本ジャーナリスト会議（JCJ）賞」大賞[55][56]
  - 「石橋湛山記念早稲田ジャーナリズム大賞 」草の根民主主義部門 大賞『自民党の統一教会汚染 追跡3000日』 [57][58]

## 著作

### 単著
- 『自民党の統一教会汚染―追跡3000日』小学館、2022年9月26日。ISBN 978-4093801232。
- 『自民党の統一教会汚染2 ○○○○からの伝言』小学館、2023年5月26日。ISBN 978-4093801270。
- 『「○○○○」とは何者だったのか』講談社〈講談社+α新書〉、2023年7月21日。ISBN 978-4065328729。
- 『統一教会との格闘、22年』KADOKAWA〈角川新書〉、2025年3月10日。ISBN 978-4040825250。
- 『NG記者だから見えるもの』講談社〈講談社+α新書〉、2025年7月3日、ISBN 978-4065403914

### 共著
- 『徹底検証 日本の右傾化』塚田穂高編著、筑摩書房、2017年3月、ISBN 978-4480016492- 「担当範囲:第19章 統一教会=勝共連合――その右派運動の歴史と現在」
- 『日本を壊した安倍政権』ハーバー・ビジネス・オンライン編著、扶桑社、2020年12月、ISBN 978-4594086749 - 「担当範囲:安倍政権下でもたらされた統一教会との〝歪な共存関係〟の弊害」
- 『統一教会 何が問題なのか』文藝春秋編著、文藝春秋〈文春新書〉、2022年11月、ISBN 978-4166613946 -「担当範囲:“安倍派”への工作を示す教団内部文書」
- 『統一教会の闇 アベ政治の闇 まだ止められる大阪カジノ』西谷文和編著、佐藤章、内田樹、佐高信、前川喜平共著、日本機関紙出版センター、2022年11月、ISBN 978-4889002782 - 「担当範囲:第1章 アベ政治とは何だったのか?統一教会、国葬、五輪疑惑(自民党の統一教会汚染を追跡して3000日!)」
- 『宗教2世』荻上チキ編著、太田出版、2022年11月、ISBN 978-4778318338
- 『カルト・オカルト 忍びよるトンデモの正体』左巻健男、藤倉善郎共著、あけび書房、2022年12月、ISBN 978-4871542241
- 『自民党という絶望』石破茂、白井聡、古谷経衡、浜矩子、野口悠紀雄、鈴木宣弘、井上寿一、亀井静香共著、宝島社〈宝島社新書〉、2023年1月、ISBN 978-4299038500
- 『みんなの宗教2世問題』横道誠編著、晶文社、2023年2月、ISBN 978-479497353-5
- 『だから知ってほしい「宗教2世」問題』塚田穂高、藤倉善郎、鈴木エイト編著、筑摩書房、2023年9月、ISBN 978-4480843302

### 監修
- 西田公昭、鈴木エイト (2015). カルト すぐそばにある危機！ (DVD). 日本脱カルト協会. ISBN 9784902134957.

### 解説
- 『コロナ漂流録 2022銃弾の行方』海堂尊著（宝島社、2024年3月）。作中に登場する「万田ナイト」のモデルとして解説を担当[59][60]。安保宰三首相と奉一教会との関係を追及する孤高のジャーナリストとして描かれている[60]。
- 『池袋ウエストゲートパークXIX 神の呪われた子』石田衣良:著（文春文庫、2025年9月）。文庫版解説を担当。表題作のテーマは宗教2世[61]。

### 執筆
- 『日刊ゲンダイ』鈴木エイトのコラム
- 『ハーバー・ビジネス・オンライン』鈴木エイトの記事一覧
- 『文藝春秋』【特集・鈴木エイト】新聞・テレビが報じない〈安倍元首相暗殺と統一教会〉
- 『RikaTan（理科の探検）』2018年10月号「特集：カルト・オカルト ～あなたに忍びよるトンデモ！！～」（通巻34号） - 「担当範囲:願望が歪めた現実 「奇跡の詩人」騒動とは何だったのか」「擬似医療による難病少女死亡 次世紀ファーム研究所(真光元神社)真光元事件」「反省なきカルト教団 統一教会(統一協会) 霊感商法事件」
- 『RikaTan（理科の探検）』2020年8月号「特集：ニセ科学を斬る！2020／新型コロナウイルスとともに広がるニセ科学」（通巻39号） - 「担当範囲:今でもうごめくカルト集団 事件を起こしても社会問題化してもなくならないカルト」「安倍政権と統一教会 政権に入り込むカルト・ニセ科学」
- 『現代用語の基礎知識 2023』（自由国民社）「担当範囲:統一教会と空白の30年」

ほか

## 出演

### ラジオ
- 『鈴木エイト MIDNIGHT TRACKING』（InterFM、2023年10月28日 - 2024年3月30日）[62][63]
- 『荻上チキ・Session』『武田砂鉄のプレ金ナイト 』（TBSラジオ）、『大竹まこと ゴールデンラジオ！』『田村淳のNewsCLUB』（文化放送）、『厳選！月イチジャーナル』（MBSラジオ）ほか

### テレビ番組
- 『サンデージャポン』『サンデーモーニング』『ひるおび』『情報7daysニュースキャスター』『news 23』『Nスタ』『ワールド極限ミステリー』『報道1930』『よんチャンTV』（TBS系）
- 『スーパーＪチャンネル』『サンデーステーション』『グッド!モーニング』『羽鳥慎一モーニングショー』『ワイドスクランブル』（テレビ朝日系）
- 『情報ライブ ミヤネ屋』『真相報道バンキシャ！』「Day Day.』『ウェークアップ 』（読売テレビ系）
- 『めざまし８』『Mr.サンデー』『Live News イット!』（フジテレビ系）
- 『堀潤モーニングFLAG』（TOKYO MX）、『newsランナー』（関西テレビ）、『RKBニュース』（RKB）、『福岡NEWSファイルCUBE』（TNC）ほか
- そこまで言って委員会NP旧統一教会巡り竹田恒泰vs鈴木エイト大激論！(読売テレビ、２０２３年１０月１５日)
- そこまで言って委員会NP仏教＆神道＆新宗教日本の宗教について考えるSP(読売テレビ、２０２４年８月１８日)

### ウェブ番組
- 『エアレボリューション』（ニコニコ生放送）、『デモクラシータイムス』（YouTube）、『ポリタスTV』、『日刊ゲンダイYouTubeチャンネル「新宿ゴールデン街であの人に聞く」』、『ABEMA Prime』ほか